# Park krále Držislava

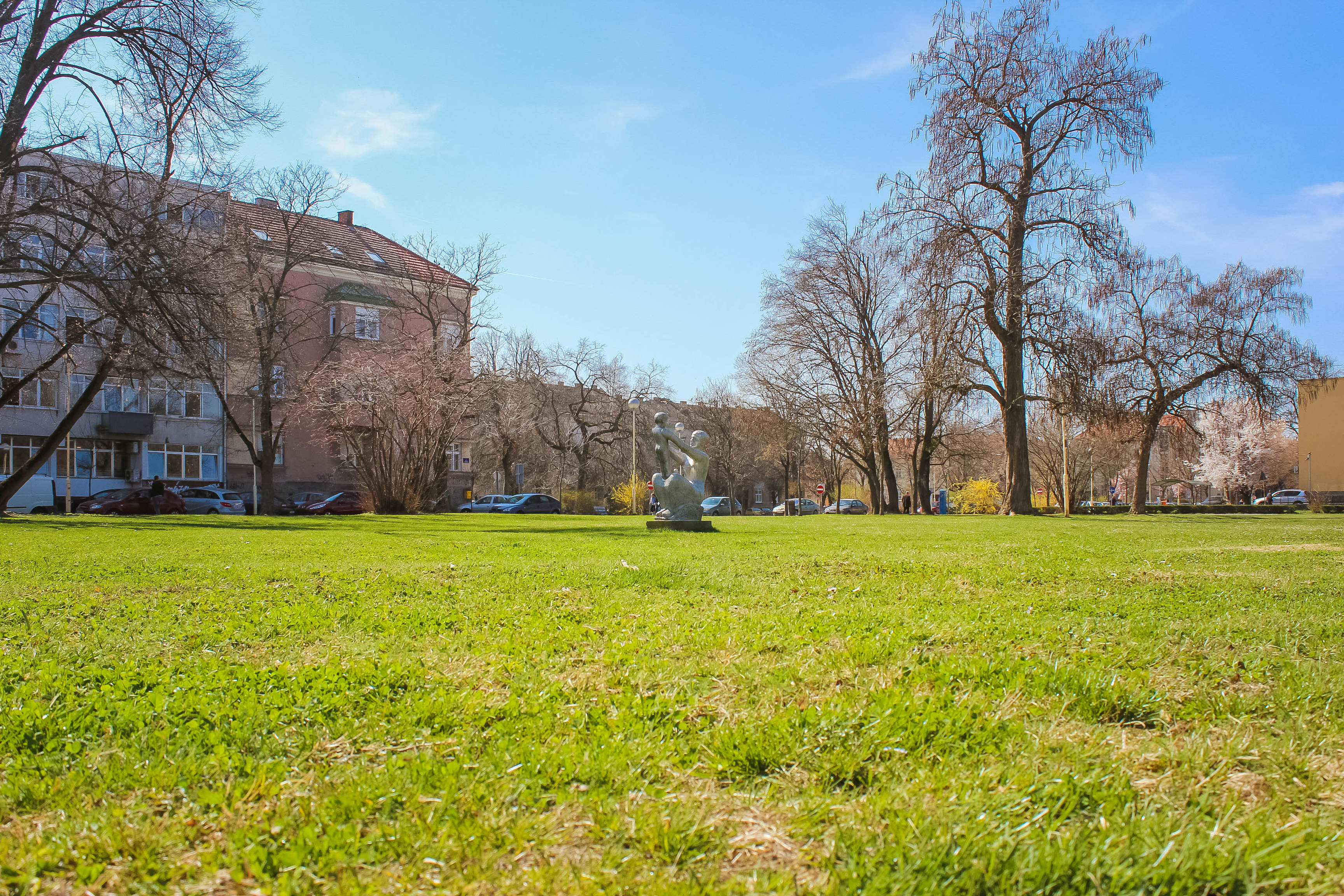
Pohled na park.

Park krále Držislava (chorvatsky Park kralja Držislava) je veřejný park v chorvatském městě Osijek. Leží ve východní části města, jižně od pevnosti Tvrđa. Ze severní strany ho vymezuje ulice Europska avenija, ze strany západní potom místní poliklinika (chorvatsky Dom zdravlja), ze strany jižní ulice krále Zvonimira a ze strany východní rozsáhlý sportovní areál. 
Park vznikl v souvislosti s demolicí původního velmi rozsáhlého fortifikačního systému města Tvrđa. Zasypáním příkopů a zbouráním bašt byla uvolněna plocha, do které byla rozšířena osijecká uliční síť. Vznikl nejspíše po 20. letech 20. století, kdy toto rozhodnutí padlo.
V parku se nachází památník chorvatského encyklopedisty a spisovatele Miroslava Krleži, dále potom socha Matky a dítěte a památník Umírajícího vojáka (chorvatsky Umirujući vojnik), který je centrálním objektem celého areálu. Památník představuje obránce v chorvatské válce za nezávislost.